# Movistar TV (España)
Movistar TV fue un proveedor de televisión por suscripción español que usaba IPTV como método de distribución.

## Historia
En el año 1999, «Telefónica Cable» (empresa propiedad del Grupo Telefónica) inició en España lo que se denominó el "Proyecto Piloto Imagenio", con el fin de probar técnicamente la viabilidad de ofrecer servicios de banda ancha sobre redes de tipo IP, basadas en conexiones de acceso del tipo XDSL, en lo que se denomina IPTV. Se llevó a cabo por diferentes capitales de provincia, con la participación de cerca de 400 usuarios. Para estas experiencias de "Triple play", se instaló en la Ciudad de la Imagen de Pozuelo de Alarcón (Madrid) una cabecera de televisión digital basada en tecnologías de compresión de vídeo MPEG2.
Demostrada la viabilidad técnica de XDSL para ofertar servicios "Triple Play", en el año 2000 Telefónica desplegó un piloto comercial en la ciudad de Alicante. Este piloto comercial comenzó el 15 de enero de 2001, con el fin de comprobar la aceptación de este tipo de redes y servicios en el mercado español de banda ancha. A lo largo del 2005 Telefónica desplegó el servicio en la totalidad de las provincias de España, utilizando la tecnología ADSL2+, que proporcionaba una mayor cobertura respecto a ADSL. A partir del 25 de junio de 2007 y hasta el 29 de noviembre de 2007, se migró progresivamente el servicio a una nueva cabecera de TV, utilizando para ello la tecnología de compresión MPEG4, que reduce el ancho de banda necesario por cada canal, dejándolo entre 2 y 2,3 Mbps, permitiendo incrementar el número de canales de TV ofrecidos, que pasó a ser de unos 150 diferentes, alguno de ellos en HD.
El 7 de mayo de 2013, Telefónica modificó su servicio de televisión de pago, sustituyendo la antigua denominación por la de «Movistar TV». Una de las grandes novedades fue la propuesta «Go», dirigida inicialmente para que los clientes de Telefónica pudieran llevarse su televisión de pago fuera del hogar, a través de todas las pantallas disponibles, como tabletas, ordenadores personales y teléfonos inteligentes. Con ese sistema over the top (OTT), los clientes de Movistar TV comenzaron a disfrutar de sus contenidos fuera del hogar.
El 6 de mayo de 2014, Telefónica presentó una oferta vinculante para hacerse con el 56% que Prisa tenía en la plataforma de televisión por satélite «Canal+», por unos 725 millones de €. El 22 de abril de 2015, la CNMC autorizó la operación, iniciándose el proceso de integración entre Canal+ (satélite) y Movistar TV (IPTV), dando como resultado la plataforma Movistar+, que inició sus emisiones el 8 de julio de 2015.